# Московская баскетбольная лига
Московская Баскетбольная Лига — основана в 2006 году на основании турнира КФК (Коллективов Физической Культуры) г. Москвы. Соревнования проходят при поддержке Москомспорта и Московской федерации баскетбола (МФБ) и являются официальным первенством г. Москвы по баскетболу.
Некоммерческое партнерство «Московская Баскетбольная Лига» создано решением Общего собрания учредителей 30 октября 2006 года, на основании и в соответствии с Федеральным законом «О некоммерческих организациях» № 7-ФЗ от 12.01.1996, зарегистрировано Управлением Федеральной Регистрационной Службы по г. Москве 02 февраля 2007 года. Сокращенное наименование: НП «МБЛ». Полное наименование на английском языке: Non-Profit Partnership «Moscow Basketball League».
Основными целями деятельности Лиги являются:
- развитие и популяризация баскетбола, пропаганда здорового образа жизни;
- организация и проведение чемпионатов и соревнований по баскетболу;
- повышение качества проведения чемпионата города Москвы;
- развитие межрегиональных и международных связей в области спорта.

Высшим органом управления НП «МБЛ» является Общее собрание её членов.
Исполнительный орган МБЛ — Совет Лиги.

## История
Лига была основана в мае 1922 года в Москве, когда был учрежден Комитет Московской Баскетбольной Лиги под председательством С. В. Сысоева. В 2006 году лига была реорганизована в некоммерческое партнерство «МБЛ» с целью улучшения качества соревнований. НП «МБЛ» было учреждено руководителями команд-участниц чемпионата Москвы, Московской Федерацией Баскетбола и Фондом ветеранов баскетбола Москвы. Первым президентом МБЛ был избран Борислав Гуляев. В состав лиги вошли 20 команд, почти треть из которых составляли команды ВУЗов (МГУ, МИФИ, МГПУ, МФТИ, МИИГАиК, МИСиС). Остальные команды были сформированы либо на базе различных предприятий (Луч, Строим Вместе, КМЗ), либо представляли собой организации энтузиастов, целью которых была игра в организованный баскетбол (IT-Москва, БК Беркуты, Берсерки, Бизоны, Москва Баскетбольная, Чёрный Снег, Энергия Ясенево). Так же в 2006 году в лиге стартовали юношеские составы профессиональных команд — Динамо (Московская область) (ныне БК Триумф), ЦСКА Москва и школа Сергея Панова — ПанТерра. По ходу чемпионата последние 2 команды были сняты с соревнований за неявки.
Команды оспорили титул чемпиона г. Москвы в двух игровых кругах, по итогам которых был определён чемпион города Москвы по баскетболу. Им стала команда Луч. После регулярной части чемпионата 8 лучших команд вышли в плей-офф, чтобы разыграть кубок МБЛ. Первым, и на данный момент последним, обладателем кубка МБЛ стала команда МГУ под руководством Романа Лебедева, обыгравшая в финале юношеский состав подмосковного Динамо.
В сезоне 2007/08 Московская ассоциация баскетбольных арбитров (МАБА) запретила московским рефери обслуживать чемпионат МБЛ. В этой ситуации, представители команд предоставили судей-любителей из составов команд. Ситуация разрешилась лишь по ходу чемпионата 2008/09, когда была достигнута договоренность с Московской федерацией баскетбола. В чемпионате снова приняли участие 20 коллективов: Корнет, Мострансгаз-МГПУ, Ясенево, КМЗ (ныне Профит-Баскет), Бизоны, Энергия, Чёрный Снег-Измайлово, БК Беркуты, МГУ, Луч, БК Центр, АПВ, IT-Москва, МИФИ, МИСиС, Вега, Проект 44, Титаны и МГУПИ. Две последние команды были сняты с чемпионата досрочно. В финале встретились команды Луч и Мострансгаз-МГПУ. В серии из двух матчей сильнее оказались баскетболисты Мострансгаз-МГПУ, которые стали вторым чемпионом МБЛ.
В сезоне 2008/09 клуб МГУ стал лучшим, проиграв по ходу регулярного сезона всего 3 матча. В финале четырёх, который состоялся 23-24 мая 2009 года в СДЮШОР Тринта, команды встречались в следующих парах: МГУ — БК Центр и МИИТ — ГТМ-МГПУ. В итоге в финал вышли МГУ и МИИТ, ведомый заслуженными мастерами спорта Игорем Куделиным и Виталием Носовым. Сильнее оказались баскетболисты МГУ. В утешительном матче за третье место ГТМ-МГПУ обыграли БК Центр.
В составах команд МБЛ в разные годы играли и играют такие известные баскетболисты как Виталий Носов, Игорь Куделин, Сергей Базаревич, Александр Харченков.

## Руководство МБЛ
- Андрей Юртаев — президент Лиги
- Эмин Антонян — исполнительный директор
- Олег Мисхожев — член Совета Лиги
- Константин Мурзоян — член Совета Лиги
- Борис Понкратов — член Совета Лиги
- Антон Зимин — член Совета Лиги
- Борислав Гуляев — член Совета Лиги
- Михаил Локшин — главный судья

Начиная с сезона 2007/08, МБЛ имеет 3 годовой договор со спортивной компанией Wilson. Мяч Wilson Solution является официальным мячом МБЛ.

## Чемпионы Московской Баскетбольной Лиги (до 2006 года — КФК)
- 2002/03 — Луч
- 2003/04 — Луч
- 2004/05 — СДЮШОР ЦСКА
- 2005/06 — Луч
- 2006/07 — МГУ (Чемпион МБЛ), Луч (Чемпион Москвы)
- 2007/08 — Мострансгаз-МГПУ
- 2008/09 — МГУ
- 2009/10 — МГУ
- 2010/11 — МГУ
- 2011/12 — БК Московский
- 2012/13 — МГУ
- 2013/14 — РН-Охрана
- 2014/15 — РН-Охрана
- 2015/16 — РН-Охрана